# Journal of Clinical Pharmacology
Das Journal of Clinical Pharmacology, abgekürzt J. Clin. Pharmacol., ist eine wissenschaftliche Fachzeitschrift, die vom Wiley-Blackwell-Verlag veröffentlicht wird. Die Zeitschrift ist ein offizielles Publikationsorgan des American College of Clinical Pharmacology. Sie erscheint mit zwölf Ausgaben im Jahr. Es werden Arbeiten veröffentlicht, die sich mit dem Gebiet der klinischen Pharmakologie beschäftigen.
Der Impact Factor lag im Jahr 2014 bei 2,475. Nach der Statistik des ISI Web of Knowledge wird das Journal mit diesem Impact Factor in der Kategorie Pharmakologie und Pharmazie an 117. Stelle von 254 Zeitschriften geführt.